# Vasilij Michajlovič Andrianov
Vasilij Michajlovič Andrianov (in russo Василий Михайлович Андрианов?; Pesočnja, 21 marzo 1902, 8 marzo del calendario giuliano – Mosca, 3 ottobre 1978) è stato un politico sovietico.

## Biografia
Nato nel Governatorato di Kaluga, servì nell'Armata Rossa tra il 1924 e il 1925, mentre dal 1926 fu membro del Partito Comunista di tutta l'Unione (bolscevico). Dal 1928 fu a Mosca, dove studiò fino al 1931 presso la facoltà operaia dell'Istituto "Karl Liebnecht" e dal 1931 al 1934 presso la facoltà meccanico-matematica dell'Università.
Dai primi anni trenta ricoprì vari ruoli dirigenziali all'interno del partito, e dal 1939 al 1956 fece parte del Comitato Centrale. Durante la seconda guerra mondiale fu inoltre Primo segretario del Comitato regionale del partito nell'Oblast' di Sverdlovsk, mentre dal 1946 al 1949 fu vicepresidente del Consiglio dei ministri dell'URSS e dal 1946 al 1952 fece parte dell'Orgburo.
Nel 1949 divenne primo segretario del Comitato regionale del partito nell'Oblast' di Leningrado dopo la decapitazione degli organismi locali del PCUS nell'ambito dell'affare di Leningrado, e mantenne il ruolo fino al 1953, mentre fu membro del Presidium del Comitato Centrale dal 1952 al 1953. Fu infine viceministro del controllo statale dal 1953 al 1956.
Si ritirò quindi in pensione e completò nel 1958 la Scuola superiore di partito presso il Comitato Centrale.